# Tom Poster
Tom Poster (* 1981) ist ein britischer Pianist und Komponist.

## Leben
Tom Poster studierte an der Guildhall School of Music and Drama bei Joan Havill sowie am Kings College in Cambridge.

## Auftritte
Tom Poster ist international als hervorragender und vielseitiger Pianist sowohl als Solist als auch als Kammermusikpartner anerkannt. Seit seinem Londoner Konzert-Debüt im Alter von 13 Jahren hat er mit vielen Orchestern und Dirigenten zusammengearbeitet, darunter mit dem BBC Philharmonic Orchestra unter Yan Pascal Tortelier, dem BBC Scottish Symphony Orchestra unter James Loughran, dem European Union Chamber Orchestra und dem China National Symphony Orchestra unter En Shao.
Poster tritt regelmäßig auf BBC Radio 3 als Solist und Kammermusiker auf. Auch war er 2008, 2009 und 2011 bei den BBC Proms zu hören. Auf BBC Radio Scotland gibt er regelmäßig Vortragsrecitals, in den er berühmte Komponisten vorstellt. Er gab international Konzerte u. a. bereits in Großbritannien, in Deutschland. in den Niederlanden, in Italien, in Spanien, in der Schweiz und in Kanada.
Als Pianist gehört er dem Ensemble Aronowitz (von 2006 bis 2008 BBC New Generation Artists) an. Auch dieses Ensemble kann auf Auftritte in international renommierten Konzertsälen zurückblicken, darunter in der Wigmore Hall in London, dem Concertgebouw in Amsterdam und der Laeiszhalle in Hamburg.
Tom Poster war Artist-in-residence des Musikfestes in Aberystwyth und ist ehemaliger Intendant des Chacombe Music Festivals.

## Kompositionen
Er komponiert auch selbst, darunter zwei Kammeropern, als er erst zwölf Jahre alt war, und Musical.

## Auszeichnungen
Tom Poster gewann u. a. im Jahr 2000 den BBC Young Musician of the Year-Wettbewerb, im Jahr 2007 den 1. Preis beim Scottish International Piano-Wettbewerb und im Jahr 2009 den Ensemblepreis beim Honens International Piano-Wettbewerb.

## Diskografie
Die Debüt-CD des Ensemble Aronowitz, Climbing the Skies, wurde mit großem Erfolg im Jahr 2010 veröffentlicht.